# Bonapartisme

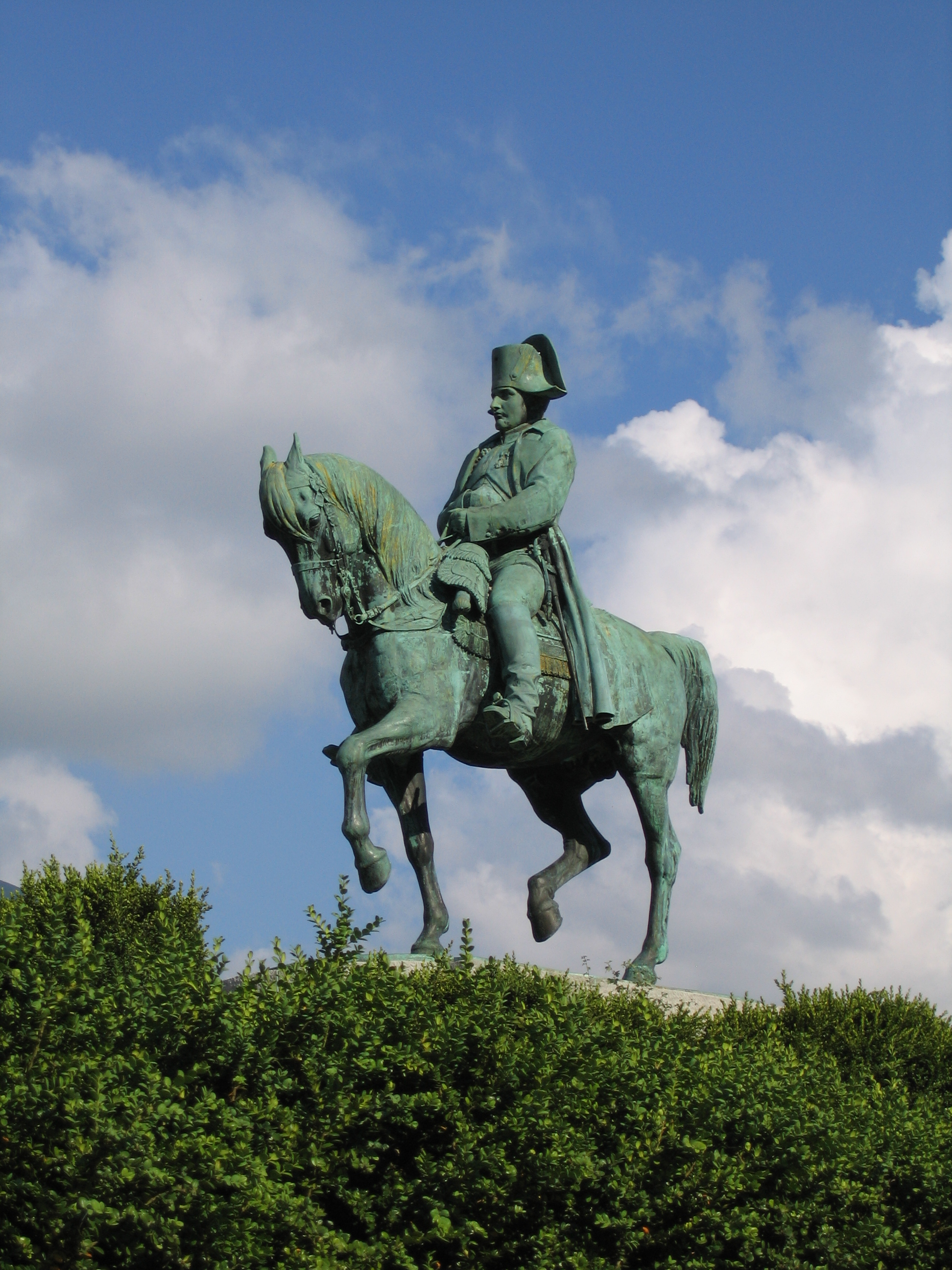
Napoléon Ier, inspirateur du bonapartisme.(statue équestre située dans la prairie de la Rencontre)

Le bonapartisme est une famille de pensée politique française, qui s'inspire des actions des empereurs Napoléon Ier et Napoléon III. Le terme a deux acceptions :
- au sens strict, le bonapartisme vise à établir un régime impérial en France à la tête duquel serait placé un membre de la famille de Napoléon Bonaparte ;
- au sens large, le bonapartisme vise à établir un État national à exécutif fort et centralisé mais d'essence républicaine et assis sur la consultation régulière du peuple par le biais de plébiscites.

Le bonapartisme n'implique donc pas forcément l'adhésion à un système d'organisation politique héréditaire mais peut au contraire s'accommoder d'une forme républicaine de gouvernement. Il repose sur la fusion des élites et l'adhésion populaire. Ces deux facettes peuvent être distinctes ou confondues, selon les personnes et périodes.

## Histoire du bonapartisme
Le bonapartisme a des racines anciennes, et ses théoriciens vont grandement s'inspirer du césarisme antique, comme le montrent les nombreuses références napoléoniennes à l'Empire romain.
Son histoire proprement dite commence en 1790, où des penseurs comme l'abbé Sieyès veulent terminer la Révolution française. Pour cela, ils cherchent un général, qui devra prendre le pouvoir et rétablir l'ordre, en gardant les acquis révolutionnaires.
Tout d'abord, le général Hoche est pressenti mais meurt en 1797 d'une tuberculose. Puis Sieyès et ses amis pensent aussi à Moreau, à Jourdan ou à Bernadotte, mais ceux-ci étant réputés trop jacobins, ils optent pour le général Joubert, qui est tué à la bataille de Novi. Ce fut finalement Bonaparte, en raison de ses succès italiens, de sa popularité et de son charisme. Ce dernier prend le pouvoir lors du coup d'État du 18 Brumaire, en 1799, et insiste auprès de Sieyès pour faire rédiger la nouvelle constitution par une commission, avant de la faire approuver par référendum.

### Les réformes bonapartistes sous le Consulat et l'Empire
Napoléon crée un certain nombre d'institutions qui garantiront la stabilité de l'État français napoléonien : les fameuses « masses de granit » : lycées, Code civil français, écoles militaires, etc. Aujourd'hui encore, certaines d'entre elles existent toujours en France, et plusieurs vont même inspirer d'autres pays. Ainsi, le code civil va fortement influencer le droit d'autres pays européens, au point d'être à l'origine de l'une des sous-familles des systèmes juridiques romano-civilistes.
Sous le Consulat, le pouvoir législatif va petit à petit perdre en importance, au profit du pouvoir exécutif. Le pouvoir personnel de Napoléon ne va faire que croître, et l'administration de l'État va se centraliser, contre la démocratie locale et les initiatives régionales apparues dans les premières années de la Révolution. Dans la constitution du consulat, le peuple est tenu éloigné des prises de décision. Le pouvoir disposait de puissants moyens pour orienter ou manipuler les votants, et le processus peut même être qualifié de "comédie électorale".
L'administration va devenir un pouvoir autonome et hiérarchique, et va se complexifier. La justice va être centralisée et hiérarchisée pour être mise au service de l'Empereur. Les juges, qui étaient jusque là élus, sont désormais nommés par le pouvoir. Ces évolutions ne sont par contre pas nouvelles, et les bonapartistes s'inscrivent ici dans la continuité du Directoire.
La France bonapartiste du consulat est fortement hiérarchique. Napoléon va essayer de remplacer la noblesse de l'ancien régime par les notables. Le nouvel ordre social est fixé par le Code civil, qui n'est pas une innovation bonapartiste sortie de nulle part, mais une synthèse entre l'idéologie des personnes au pouvoir et de nombreux textes révolutionnaires,. La notion de propriété, sanctifiée dans le code civil, fut par exemple inspirée par la déclaration des droits de l'homme et du citoyen et par le droit romain. La hiérarchie fixée par le code Napoléon est par contre à contre-courant du principe républicain et révolutionnaire de non-domination : une inégalité est inscrite dans la loi entre le patron et ses employés, le mari et sa femme ou le père et ses enfants. Les privilèges de la noblesse sont eux abolis, bien que l'établissement d'une noblesse d'empire laissait présager la réinstauration d'un système nobiliaire.
Le régime bonapartiste voulu mettre fin aux divisions et aux factions de la France en dépolitisant la nation. Les partis devaient disparaître, et la politique devait être laissée aux experts et aux notables, et se réduire à une gestion rationnelle des affaires courantes. Cela se traduisit également par un muselage des oppositions, une censure des journaux et une épuration du personnel politique. Le consulat fut caractérisé par la mise en place du régime de surveillance policière centralisé et généralisé le plus efficace de son époque. Celui-ci fut particulièrement utilisé contre les opposants royalistes et surtout républicains et jacobins.
Cet objectif de réconciliation nationale fut à la base du Concordat, qui mis fin au schisme religieux provoqué par le refus de l'Église d'accepter la constitution civile du clergé. Celui-ci subordonne l'église au gouvernement, et permis à l'exécutif d'encadrer l'ordre religieux. Il admet que la religion catholique est celle de la grande majorité des Français, en contrepartie de quoi le premier consul obtient le pouvoir de nommer les évêques.
L'armée fut renforcée par les bonapartistes tout au long du régime. Des décorations militaires furent mises en place, et l'armée devient l'une des principales sources d'ascension sociale. Cependant, Napoléon et les bonapartistes furent dans un premier temps les artisans d'une paix et d'une réconciliation avec les autres États européens qui mis fin aux guerres de la révolution française (jusqu'à ce qu'elles reprennent en 1803 avec les guerres napoléoniennes).
Les bonapartistes en profitèrent pour réaffirmer l'emprise de la France sur les colonies et les territoires conquis pendant la révolution avec une politique impérialiste et, à bien des égards, réactionnaire. L'idée était notamment de faire concurrence à l'Angleterre sur le terrain colonial. Le rétablissement de l'esclavage, et les sanglantes répressions qui en suivirent s'inscrivirent dans cette logique. Ce n'est qu'après l'échec de la stratégie coloniale et la vente de la Louisiane que les bonapartistes se désintéressèrent des colonies pour se concentrer sur leurs conquêtes européennes.
Enfin, le culte du chef, dont la légitimité reposait sur les plébiscites régulièrement organisés par le régime, fut particulièrement mis en avant par les bonapartistes. L'hérédité d'un pouvoir autocratique fut rétablie, tandis que les symboles républicains étaient conservés. Un mythe d'homme providentiel, sauveur de la république, se mit en place. La propagande officielle n'en fut cependant pas la seule responsable : les artistes et les journalistes n'étant pas apparentés au régime participèrent grandement à cette héroïsation, qui alimente encore aujourd'hui le bonapartisme.

### Le bonapartisme des Cent-Jours

#### Le bonapartisme jacobin

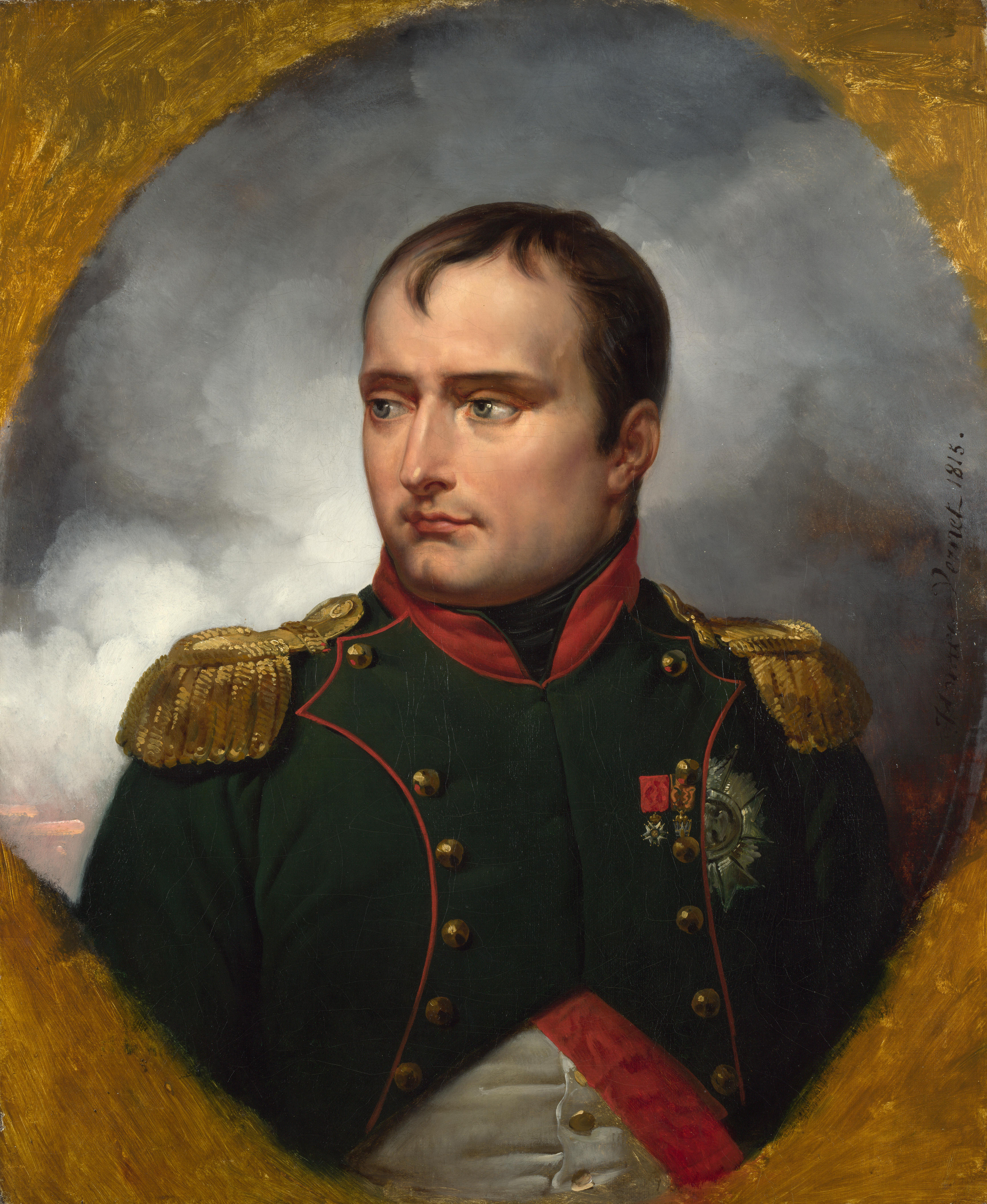
L'empereur Napoléon Ier, 1815, peint par Émile-Jean-Horace Vernet.

Après la chute du Premier Empire, le bonapartisme perd en force et subsiste seulement chez une poignée de pamphlétaires et de fidèles, jusqu'au retour de l'Empereur.
Sous les Cent-Jours apparaît un bonapartisme jacobin, plus proche de l'esprit révolutionnaire et républicain. Ses partisans peuvent accepter l'idée d'une dictature ne représentant plus la nation, mais celle-ci doit rester temporaire, jusqu'à la paix. Les bonapartistes jacobins ont des aspirations démocratiques, souvent plus égalitaires que libertaires et toujours anticléricales et antibourbonniennes.
Parmi les thèmes caractéristiques de ce bonapartisme :
- La mise en avant dans la propagande du risque d'un retour des bourbons, qui signerait la réapparition des dîmes, du droit féodal et la remise en question de la vente des domaines nationaux[28].
- Une haine soupçonneuse à l’égard des nobles et des prêtres ;
- La défense de la liberté (la liberté de la presse fut totale sous les Cent-Jours) ;
- Le thème de la patrie en danger, se traduisant par de violentes invectives contre l’Europe des rois.

Le bonapartisme jacobin s’organise au sein de fédérations qui canalisent l’esprit révolutionnaire et l’opinion bonapartiste. L'un des thèmes principaux de ces fédérations était l’honneur national bafoué en 1814. Pour les fédérés des différentes provinces, Napoléon Ier symbolise la patrie et la Révolution française qu’il réhabilite.
Cependant, les fédérés n’ont pas pu jouer en 1815 le rôle des sociétés populaires ou des comités de surveillance de l'An II, pour la double raison du manque d’effectif et d’une méfiance réciproque. Les chefs jacobins se méfiaient d’une renaissance du despotisme impérial (à distinguer de la dictature temporaire jugée nécessaire), tandis que Napoléon n'avait aucune sympathie pour ce nouveau jacobinisme. Celui-ci ne favorisa pas les fédérations, il ne voulait pas être le « roi d’une jacquerie » et il se laissa persuader que seuls une constitution et un régime libéraux pouvaient sauver la situation.

#### Le bonapartisme libéral
C'est la version mise en pratique sous les Cent-Jours avec la suppression de la censure, celle de l'acte additionnel aux constitutions de l’Empire, fruit de la collaboration entre Benjamin Constant et Napoléon Ier. Cet acte additionnel, entre autres dispositions libérales, reconnaît aux députés la qualité de représentants du peuple. Ce régime libéral n’est cependant pas un régime parlementaire.
Les Bonapartistes jacobins, tenants de la manière forte ou d’un nouveau 1793, considérèrent avec inquiétude ce qu’ils percevaient comme une caricature d’Empire créée par des intellectuels parisiens.
Le bonapartisme de 1815, celui du vol de l'Aigle, est un courant patriotique. Il fait basculer à gauche le bonapartisme ce dont témoigne sous la Restauration l’alliance objective entre libéraux et bonapartistes.

#### Après les Cent-Jours
La période entre 1815 et 1848 est marquée par un déclin politique rapide du bonapartisme. La légende napoléonienne ne fera par contre que croître.

### Le bonapartisme d’opposition sous la Restauration

#### Les complots bonapartistes
Sous la Restauration, les bonapartistes n’ont pas de représentants à la chambre des députés et pas de réflexion doctrinale, ni d’associations ou de clubs pour se regrouper. Les partisans de Napoléon et de son fils durent se contenter de brochures, almanachs, poèmes séditieux circulant sous le manteau. Néanmoins, ainsi véhiculées, les références bonapartistes inspirent les auteurs de différents complots.
Ainsi, les complots libéraux de 1820 regroupèrent des militaires bonapartistes et diverses associations crypto-républicaines sous la direction du comité directeur du parti libéral (La Fayette, Corcelle, Dupont de l’Eure, d'Argenson). La conspiration du Bazar français voulait soulever certains régiments stationnés à Paris, arborer les trois couleurs, proclamer Napoléon II avec l’Acte additionnel de 1815. Les chefs libéraux obtinrent in extremis l’abandon du thème impérial, au profit de la mise en avant du choix par la nation de son gouvernement. On peut également citer la conspiration de Randon et les troubles de Lyon (1817), où l’on distribua des cocardes tricolores et acclama Napoléon II.
Ces complots prouvaient qu’il existait encore des bonapartistes, paysans, ouvriers, demi-solde ou anciens soldats démobilisés, croyant au retour possible de l’Empire et acceptant de risquer leur tête à cette fin.
Cependant, après 1822, la duplicité des chefs du parti libéral, soucieux de réintégrer après chaque tentative avortée une honorable légalité parlementaire, marqua une fracture avec la base bonapartiste, lasse de risquer l’échafaud pour ne pas dénoncer les responsables.

#### Le Mémorial de Sainte-Hélène

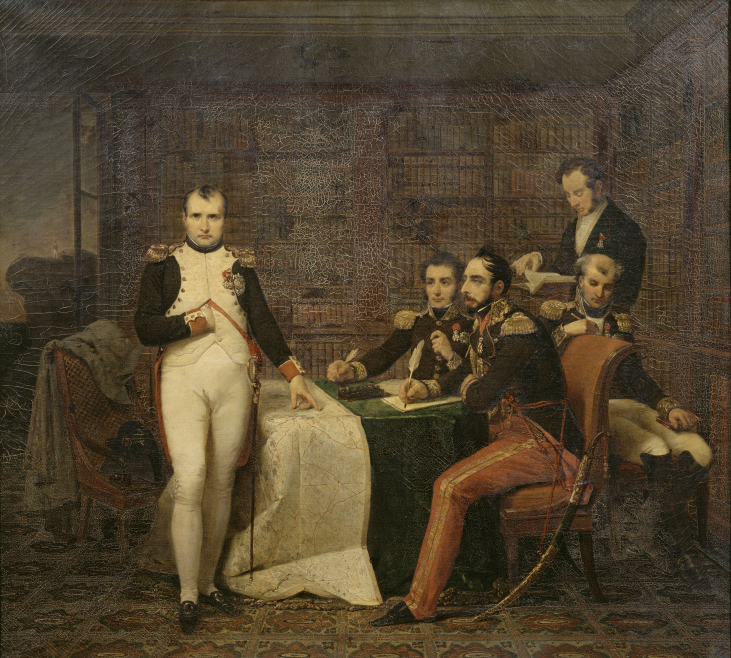
Napoléon Ier dictant ses mémoires au comte Emmanuel de Las Cases.

Pour l'historien Jean Tulard, Le Mémorial de Sainte-Hélène devint le bréviaire du bonapartisme et de fait sa publication en 1823 empêcha la dilution de la mouvance bonapartiste au sein de la nébuleuse libérale. Cette contribution à l'élaboration du bonapartisme a été rendue possible par le fait que Napoléon présente dans ce texte son œuvre historique à la lumière d'une réflexion politique associant plusieurs thèmes fondamentaux.
Avec le Mémorial, Napoléon reprit post mortem le contrôle de la doctrine bonapartiste qui lui avait échappé depuis 1815.

#### Sociologie et positionnement politique du bonapartisme
Sous la Restauration monarchique, le profil sociologique des éléments du courant bonapartiste est essentiellement militaire ou paysan, non pas tant les officiers en demi-soldes, mais les sous-officiers et hommes de troupe (au nombre d’un million et demi) rentrés dans leur foyer, retournés à la terre où ils influencent l’opinion rurale.
Néanmoins, le spectre social couvert par le mouvement bonapartiste est large, les prises de position politiques priment sur les réflexes d’appartenance sociale.
L’expérience impériale a progressivement évolué d’un couple « souveraineté populaire – jacobinisme » pour tendre vers un couple « droit divin – absolutisme ».
Les bonapartistes ont pu se référer à l’une ou l’autre de ces orientations, la référence patriotique permettant de souder les différents courants.
Sous la Restauration, le bonapartisme acquiert ses caractéristiques fondamentales : il s'agit d'une formule de pouvoir alliant la démocratie (passive) et l’autorité (agissante), formule centriste située entre droite contre-révolutionnaire et gauche jacobine, s’appuyant sur un gouvernement autoritaire et une administration centralisatrice.
La position du bonapartisme sur l'échiquier politique n'est pas consensuelle. Selon Frédéric Bluche, la position centrale ou centriste du système napoléonien est manifeste à condition de préciser qu’il s’agit d’une formule instable et en perpétuelle évolution : le bonapartisme a pu évoluer du centre gauche au centre droit, sans toutefois parvenir à élargir ce cadre à la gauche ou à la droite. Selon Thierry Lentz, les différentes branches du bonapartisme du premier empire se sont cependant plutôt étalées du centre gauche à la droite autoritaire.

### Le bonapartisme et Napoléon III

#### Reconstitution d'une force bonapartiste

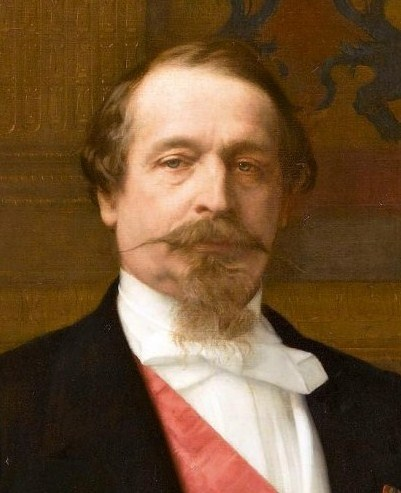
L'empereur Napoléon III.

Au début de la monarchie de Juillet, et en dépit des quelques cris « Vive Napoléon II » lancés pendant les Trois Glorieuses, le bonapartisme politique semble entrer dans une phase de sommeil, accentuée par la mort en 1832 du fils de Napoléon Ier. Toutefois, la légende impériale est très présente avec l'épisode de Sainte-Hélène qui la fonde.
Les « Napoléonides » n'avaient plus de visées politiques, sauf Louis-Napoléon Bonaparte, le neveu de l'Empereur. Il organisa deux coups d'État en 1836 à Strasbourg et en 1840 à Boulogne qui lui valurent d'être enfermé à la forteresse de Ham (qu'il appela son « université de Ham »). Pendant cette période, il écrit plusieurs ouvrages, dont l’Extinction du paupérisme. Il correspond aussi avec le journal Le Loiret, auquel il adresse nombre de lettres ouvertes, dont une réponse à Alphonse de Lamartine qui avait accusé son oncle d'avoir été le fossoyeur de la Révolution.
Il n'avait qu'une poignée de partisans mais avec eux, après la chute de la monarchie de Juillet, il reconstitua un mouvement bonapartiste. Pour les élections à l'assemblée constituante, les fidèles du Prince Louis-Napoléon créent un Comité napoléonien secret présidé par le général Piat. Peu de bonapartistes sont élus, en dehors de grands noms élus sur des listes républicaines modérés (le prince Murat) ou avancés (le prince Napoléon et Pierre Bonaparte). Aux élections complémentaires de juin, la candidature de Louis-Napoléon Bonaparte réalise une percée qui stupéfie la classe politique, étant donné les faibles moyens dont elle disposait.
Jusqu'au rétablissement de l'Empire, le Comité napoléonien servit de modèle à de nombreux comités de province soutenant la candidature de Louis-Napoléon Bonaparte. Les bonapartistes n'y sont pas forcément majoritaires du fait d'un manque de cadres mais ils donnent l'impulsion et ont la maîtrise des initiatives.
Le parti bonapartiste s'appuie sur une propagande centrée à Paris. Argent, slogans, brochures viennent de Paris, avec les agents chargés de leur diffusion en province. Dans cette tâche de propagande, il ne faut pas négliger l'apport des sociétés philanthropiques comme l'importante Société du Dix-Décembre issue des comités parisiens de 1848, un mouvement constitué en 1848 sous la forme d'une société de secours mutuels, car les clubs politiques étaient illégaux. Le nom choisi évoque le jour de l'élection à la Présidence. C'est un rassemblement d'anciens militaires de l'armée impériale, de petits commerçants et d'ouvriers ou de chomeurs mais on y trouve aussi des généraux ou colonels en retraite, des fils de personnalité du 1er Empire. Son président est le général Jean-Pierre Piat. Il appuie l'action électorale des candidats bonapartistes. Ces militants de l'ordre appliquent des méthodes musclées et pourchassent les républicains qui manifestent, ils acclament le Prince-Président lors de ses déplacements.
De plus, le bonapartisme bénéficie du soutien de journaux provinciaux. Dans plus de la moitié des départements, un ou plusieurs journaux ont soutenu la candidature napoléonienne de décembre 1848. Parallèlement, les partisans de Louis-Napoléon ont fondé de nombreux journaux purement bonapartistes comme Le Président à Lyon ou Le Napoléon de la Moselle à Metz.
Une fois élu président de la République, Louis-Napoléon Bonaparte s'appuie sur le dévouement et l'efficacité des préfets pour compenser les faiblesses de son parti.

#### L'électorat bonapartiste

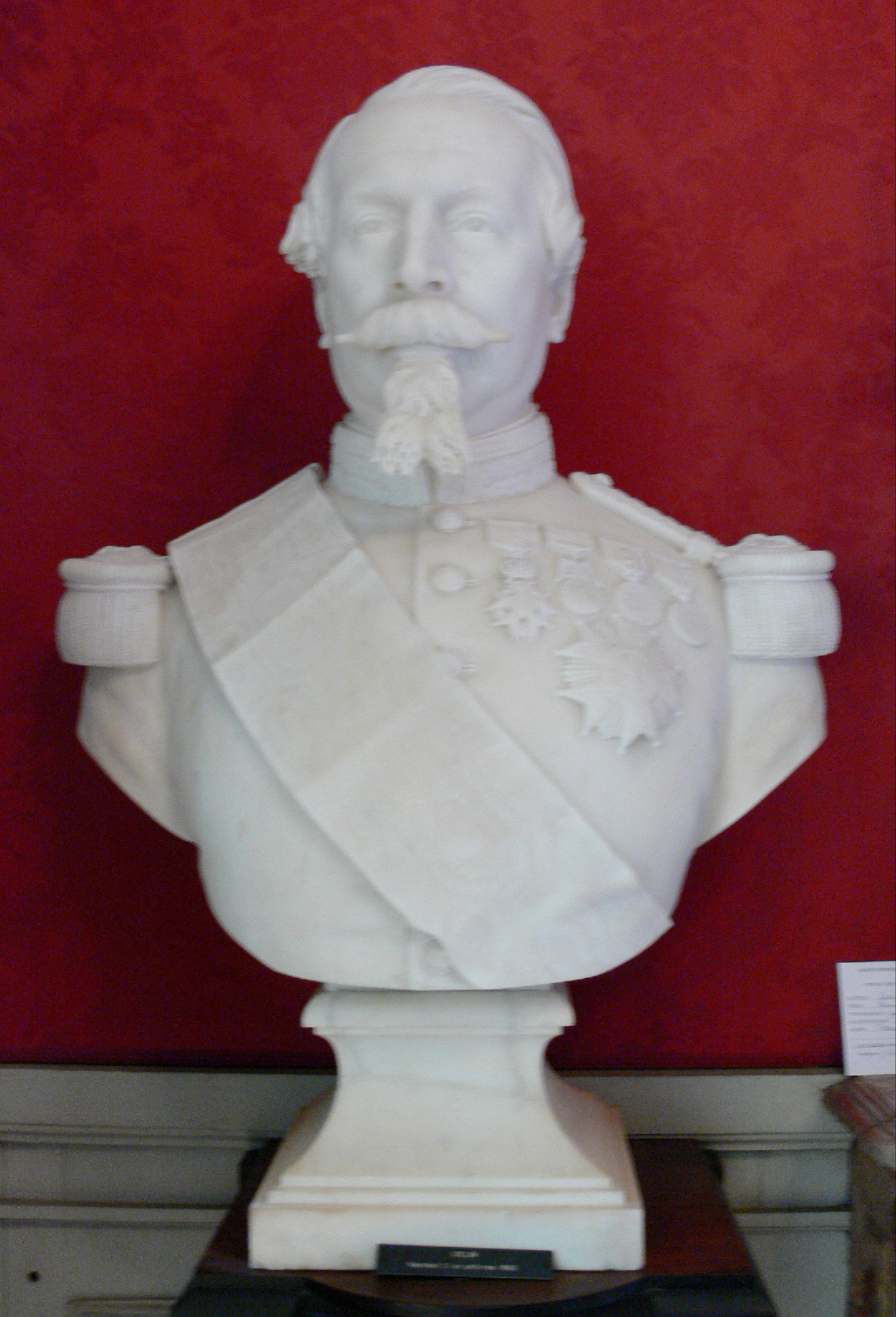
Buste de Napoléon III, conservé au château de Compiègne.

Un triple électorat bonapartiste apparaît lors de ces élections : un vote conservateur de notables royalistes percevant le prince comme un rempart contre les républicains et le socialisme ; un vote populaire paysan en général, parfois ouvrier, attiré par les propositions sociales du prince ; un vote purement bonapartiste se caractérisant par des cris significatifs de « Vive l'Empereur ! » souvent entendus en province. Ce dernier est répandu dans les départements de tradition bonapartiste ou sensibles à la légende impériale, comme les Charentes, les Hautes-Pyrénées, l'Yonne, l'Aube, la Haute-Marne, une partie de la Moselle… Lorsque ces trois votes se cumulent, on obtient des pourcentages unanimistes comme dans la Charente (95 % des voix) ou la Creuse (94 %).
Le ralliement des notables est un fait nouveau, la masse paysanne domine le vote bonapartiste de façon écrasante.
Le jeu de bascule habile entre droite et gauche pratiqué par Louis-Napoléon Bonaparte lui permet d'accéder à la présidence de la République française, puis à la suite du coup d'État du 2 décembre 1851 légitimé par le vote populaire des 20 et 21 décembre 1851, de devenir Empereur des Français. Le plébiscite qui rétablit l'Empire modifie la géographie électorale du bonapartisme. Celle-ci est désormais concentrée au Nord-Est de la France, dans des régions riches, développées, industrialisées et modérées. Le vote balaie les réticences légitimistes dans l'Ouest et le Midi et l'opposition démocrate-socialiste à Paris et dans le Sud-Est.

#### Le coup d'État de 1851

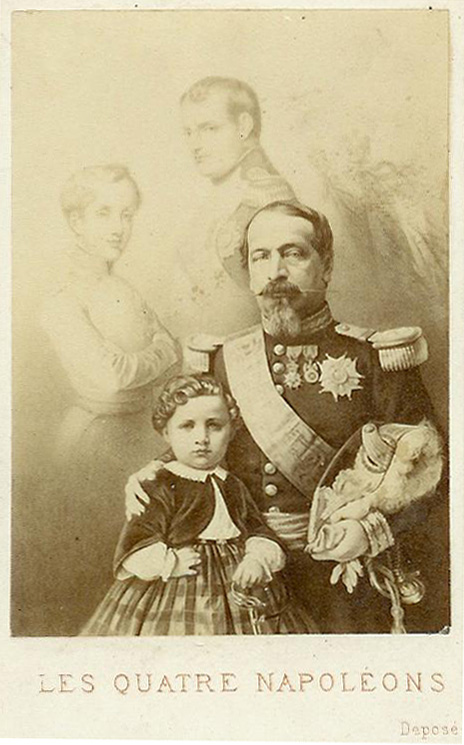
« Les quatre Napoléon », imagerie exaltant la dynastie napoléonienne sous le Second Empire. Napoléon Ier et Napoléon II surplombent Napoléon III et le prince Louis Napoléon.

Dès le coup d'État de 1851, le neveu de Napoléon Ier affirme poursuivre l'œuvre de son oncle. Celui-ci rétablit le suffrage universel, restreint par la droite en 1850, dissout l'Assemblée et annonce la préparation d'une nouvelle constitution inspirée de celle proposée par son oncle.
Les émeutes parisiennes qui suivirent le coup d'État, principalement le fait de républicains, durent être réprimées par l'armée au canon lors de la "fusillade des boulevards". On voit également apparaître une forte résistance provinciale et populaire, notamment dans les régions ayant voté le plus à gauche, là aussi écrasée par l'armée. Les répressions firent un total de 26 000 arrestations. En préparation du plébiscite, de nombreux cadres républicains furent arrêtés, les journaux d'oppositions interdits, et 32 départements furent mis en état de siège.
Le 20 et 21 décembre 1851, un plébiscite est organisé afin de légitimer le coup d'État, où le oui l'emporte largement. Cet épisode marque le début du Second Empire et de sa nouvelle constitution.

#### Les principaux courants bonapartistes du Second Empire
On peut identifier quatre courants principaux chez les soutiens de Napoléon III :
- les bonapartistes « officiels », proches de l'empereur ;
- les bonapartistes « bleus », proches du prince Napoléon-Jérome, populaires et anticléricaux ;
- les légitimistes influencés par le bonapartisme, proches du Comte de Chambord, qui mènent une politique agressive pour l'ordre ;
- les orléanistes qui se sont ralliés à l'empire, en faveur d'un régime plus libéral et parlementaire.

Si durant les premières années, ce sont les deux premières familles qui dominent le mouvement, la montée en puissances des orléanistes va mener à l'empire libéral vers la fin des années 1860s.

#### Les réformes des bonapartistes
La constitution du Second Empire concentre à nouveau le pouvoir entre les mains du chef de l'État : il contrôle presque seul la justice, l'armée, les traités, l'initiative des lois, et peut nommer à tous les emplois publics,. Les pouvoirs des parlements sont réduits, l'empereur peut dissoudre le Corps législatif et nomme les sénateurs. Il n'existe dans la constitution aucune vraie séparation des pouvoirs. Lors des élections législatives, un candidat sélectionné par le pouvoir est dit officiel. Un candidat officiel voit ses frais de campagne payés par l'État, il dispose de plus de visibilité médiatique et l'administration doit le soutenir. Le régime n'hésite pas non plus à employer la propagande en masse.
Napoléon III propose des initiatives sociales dès 1849, par exemple la création de la première cité ouvrière. Celui-ci va aussi renforcer les sociétés de secours mutuel, tout en les réorganisant pour les placer sous le contrôle des notables. Il organise également de nombreuses soupes populaires. Néanmoins, selon l'historien Alain Plessis, si on regarde la période dans son ensemble, le Second Empire est une période de renforcement du pouvoir des notables lorsque ceux-ci soutiennent le pouvoir plutôt qu'une période d'émancipation du peuple rural.
En dépit d'une légère baisse de la croissance par rapport au début du XIXe siècle, l'agriculture et le commerce connaissent un grand essor. La qualité et la quantité de la consommation alimentaire s'améliore grandement, et on observe une quasi-disparition des maladies de carences. La modernisation des moyens de transport permet, elle, de multiplier le nombre de commerçants. Les succès de l'industrie ne sont eux pas homogènes, et varient d'une nette croissance à une stagnation selon les années et les secteurs, ce qui témoigne d'une décélération comparé à la période de la monarchie de Juillet.
L'Empereur et les bonapartistes utilisent les avancées techniques concernant les moyens de transport pour transformer le cadre de vie urbain. La période est marquée par une forte lutte contre l'insalubrité, l'aménagement d'égouts, la création de parcs et l'organisation de transports publics, particulièrement à Paris. Le niveau de vie des ruraux s'améliore également.
L'accès à l'instruction est facilité par les bonapartistes. L'éducation gratuite est élargie, et l'analphabétisme recule. L'empire est cependant tiraillé entre des prétentions religieuses, qui voudraient une éducation plus catholique, et des prétentions républicaines, qui voudrait qu'elle soit plus universaliste et accessible. Les établissements littéraires et scientifiques rayonnent particulièrement, y compris à l'étranger.
Les bonapartistes luttent contre les partis et interdisent les réunions politiques. Ils veulent dépolitiser la nation, afin qu'elle ne soit plus gérée que par des experts. Napoléon III met en place une importante censure, et le pouvoir examine les journaux, pièces de théâtre et livres avant leur publication dans un objectif de contrôle. Les objectifs sont politiques, la censure touchant les œuvres critiquant le pouvoir en place, le capitalisme ou les classes supérieures, mais aussi moraux et religieux. La censure s'attaquait à la liberté d'expression, et affectait ainsi les œuvres jugées trop "libertines", "grivoises", qui portaient atteinte à la famille traditionnelle ou qui avaient pour objectif d'émanciper la femme. La répression politique va aussi particulièrement concerner les républicains, dont les groupes vont être démantelés, et qui vont parfois être emprisonnés ou exilés tout au long du régime, à l'image de Victor Hugo. À partir de 1858, une loi permet au pouvoir d'emprisonner ou déporter tout ennemi politique.
Au fil des années, l'opposition républicaine et libérale va gagner en puissance face aux bonapartistes, ce qui va conduire l'empire à plusieurs vagues de libéralisation. L'empereur va alors être forcé de faire des concessions lors des années 1860, et il va accorder plus de pouvoir aux parlements. Il va aussi devoir conduire une politique d'ouverture, en incluant des républicains, libéraux et orléanistes dans son gouvernement, tels que le républicain Émile Ollivier. Les répressions vont se faire moins dures, et le régime va accorder un peu plus de liberté aux journaux. En 1870, l'empire s'est rapproché d'une monarchie parlementaire bicamérale, en gardant la particularité du recours au plébiscite. La vie politique citoyenne, réprimée depuis le début de l'empire, réapparaît.
Pour faire face à ces oppositions, les bonapartistes vont entre autres mener une politique étrangère active. L'empereur s'emploie à de nombreuses conquêtes, tout en respectant le principe des nationalités. Ses succès vont lui conférer un certain prestige, et une popularité accrue.
Le plébiscite de mai 1870, largement remporté avec plus de 80% des voix, paraît garantir le prolongement du Second Empire au-delà de la mort de Napoléon III. Celui-ci reste très populaire à la veille de la guerre de 1870.

#### La défaite de Sedan
En septembre 1870, la défaite de Sedan permet à la foule d'envahir le corps législatif et de proclamer la République. Dès lors, le bonapartisme se reconstitue en tant que force politique importante dans le jeu politique français. Il restait après tout encore un attachement à l'empereur chez une partie de la population.
En 1871, un décret interdit les candidatures aux élections pour les anciens préfets et tout le personnel bonapartiste (députés, sénateurs, etc.). Malgré cela, une vingtaine de députés bonapartistes arrive à l'Assemblée nationale, dont cinq seulement refusent de voter la déchéance.
À partir de 1872, dans le cadre des élections législatives partielles, on observe une remontée du mouvement bonapartiste, alors dirigé par Eugène Rouher, surnommé « Le Vice-Empereur ». Le parti bonapartiste, de l'« Appel au peuple », a un groupe parlementaire redouté. Le but affiché de toutes les forces bonapartiste est d'organiser un plébiscite qui permettrait de refonder le deuxième empire, objectif qu'ils échoueront à accomplir de par leur trop faible nombre.
Après l'échec de la Commune, quelques dignitaires de l'Empire rentrent en France afin de reformer une force politique nationale. Peu à peu se reconstitue un réseau bonapartiste soutenu par une presse active et offensive. Napoléon III et ses partisans envisagent un retour en France semblable dans la forme au retour de l'île d'Elbe, mais la mort de l'empereur exilé met un terme à ces projets et désorganise le mouvement.

### Le bonapartisme sous le Prince impérial (1873-1878)

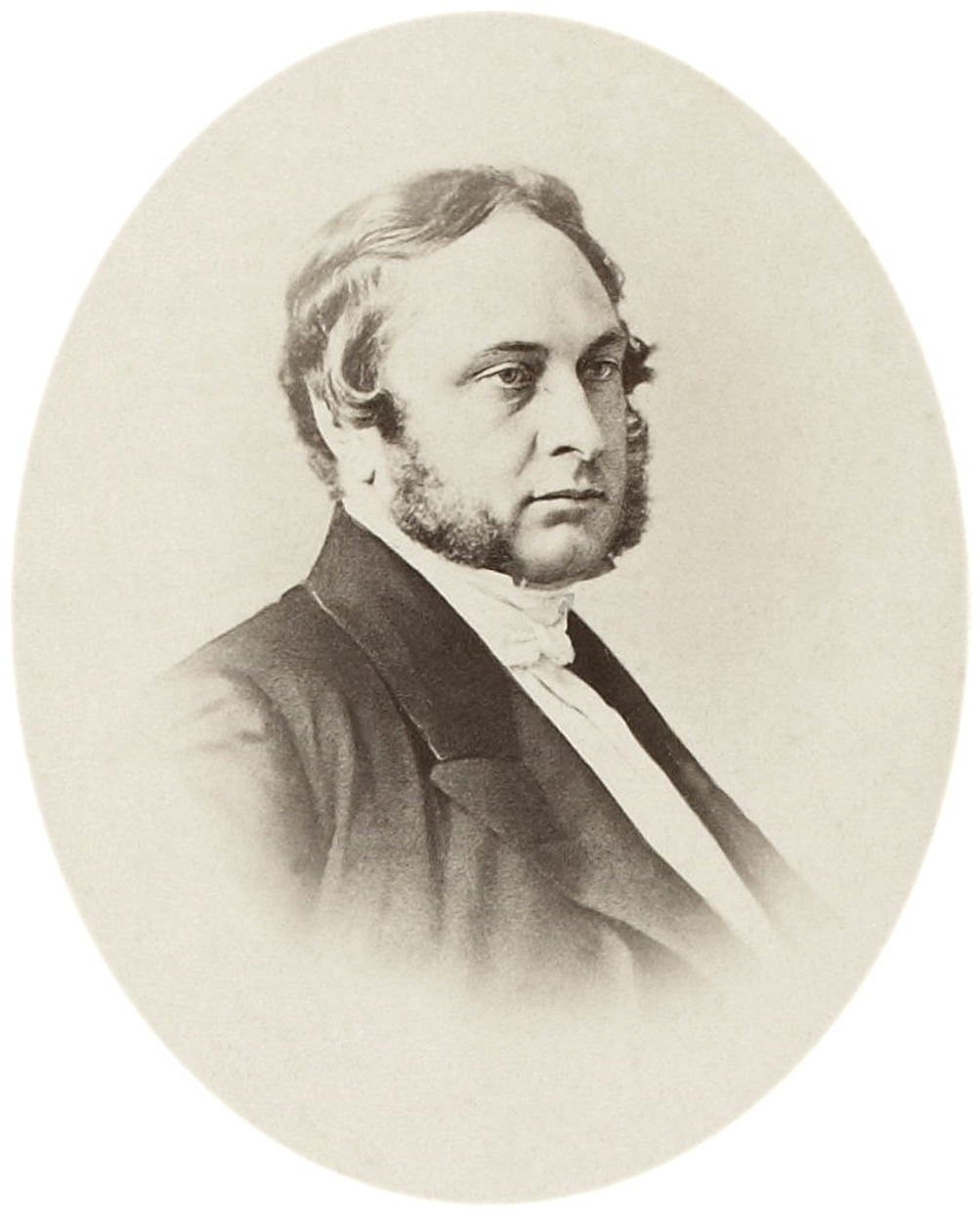
Eugène Rouher.

Entre 1876 et 1879, l'implication du prince impérial, chef naturel du parti bonapartiste depuis la mort de Napoléon III, s'accrut. Le Prince impérial rédigea un projet de constitution et donna ses directives pour les élections et les fit parvenir à Rouher. Ainsi, il décida seul des candidatures en Corse. À cette époque, le parti de l'Appel au peuple connut un regain de faveur ; à partir de 1876, on assista à un retour en force des bonapartistes, avec une centaine de députés et un million de voix. La victoire ne fut pas plus marquée, faute de candidats, car beaucoup avaient peur ou n'osaient pas se présenter, alors que 60 % des candidats bonapartistes furent élus. En 1877, cent sept députés bonapartistes siégeaient à la Chambre des députés.

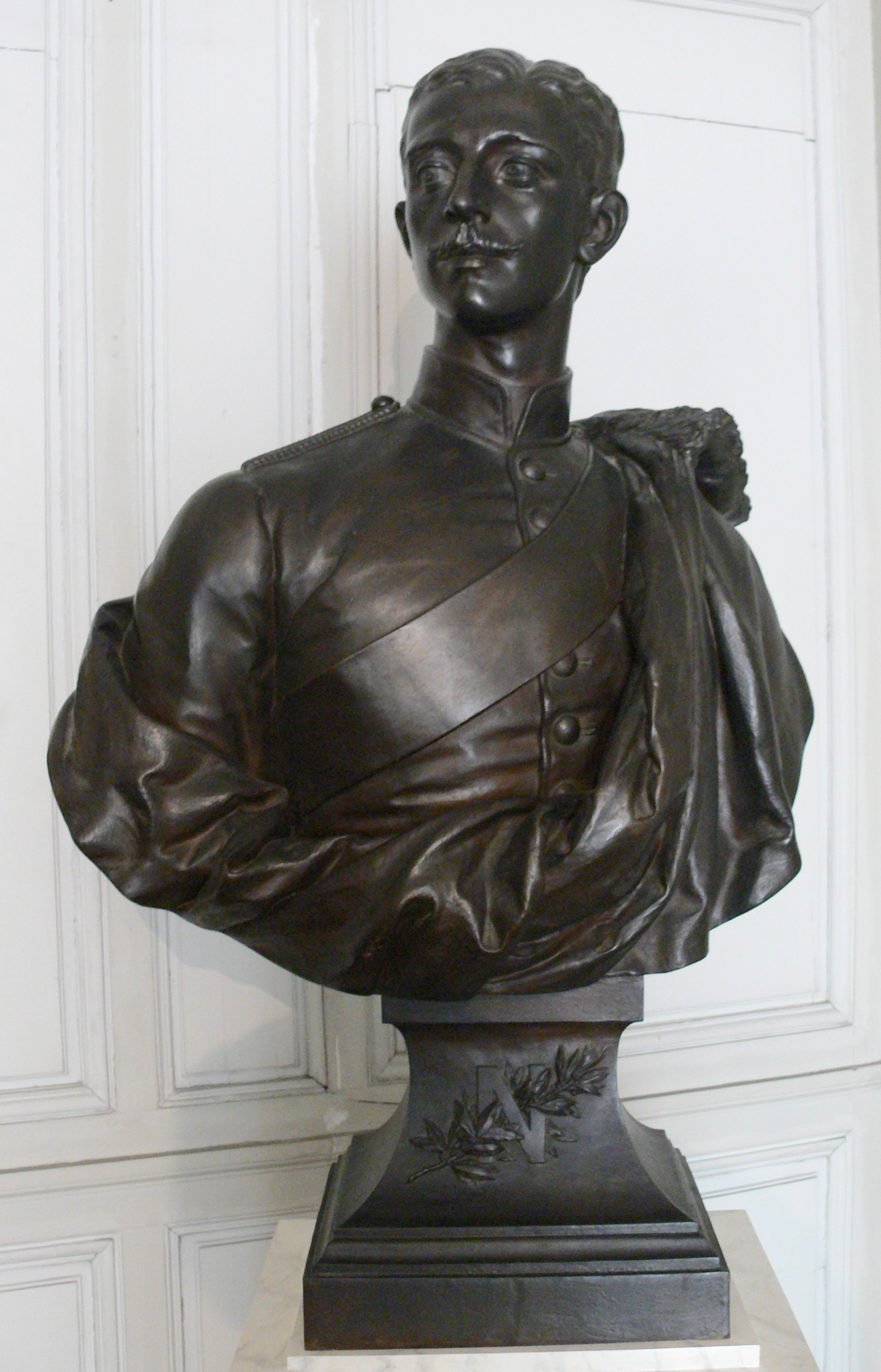
Le Prince impérial.

Le prince impérial chercha à unifier les différentes tendances du parti :
- les conservateurs cléricaux menés par les Cassagnac père et fils qui prônent l'alliance avec les légitimistes ;
- les populistes menés par Jules Amigues en rapport avec d'anciens communards ;
- les libéraux menés par l'ancien garde des Sceaux, Émile Ollivier, proche des orléanistes ;
- les fidèles d'Eugène Rouher, partisans de l'Empire autoritaire ;
- les bonapartistes proches de la gauche républicaine, anticléricaux et sympathisants du prince Jérôme Napoléon.

À cette fin, Louis-Napoléon a le projet de refondre la presse bonapartiste. Il souhaitait faire appel aux « meilleures plumes ». En 1876, il affirme : « Je tiens par-dessus tout à posséder un journal de doctrine qui pourra traduire et expliquer ma pensée et donner la note juste sur toutes les questions ». Des changements interviennent dans la presse du parti qu'il souhaitait refondre, en particulier dans des journaux comme L'ordre ou Le Petit Caporal qui voit rentrer au sein de sa direction le député de la Sarthe Haentjens en 1877, peut-être pour mieux contrôler l'un de ses principaux rédacteurs, Jules Amigues, dont l'agitation inquiétait le prince.
Il pensait que la République s'effondrerait d'elle-même. Face à son nouveau président Jules Grévy, il préconise une « sympathique abstention » au motif que ce dernier était l'un des seuls républicains ayant répondu en septembre 1870 à l'appel de l'Impératrice pour l'union nationale.
En 1879, le prince impérial meurt au Zoulouland en Afrique, ce qui émeut l'opinion et consterne le mouvement bonapartiste.

### Le bonapartisme divisé entre plébiscitaires et impérialistes (1878-1891)
Néanmoins, le testament du prince impérial favorise l'apparition de deux courants au sein du parti bonapartiste : le fils de Napoléon III demandait au prince Victor de continuer l'œuvre des deux Empereurs et non à son père le prince Napoléon. La majorité des bonapartistes suivent les dispositions du testament du prince impérial, d'autres préfèrent se rallier aux jérômistes, c'est-à-dire les partisans du prince Napoléon.
Dès juillet 1879, des campagnes de presse sont organisées en faveur du prince Victor, surtout par Paul de Cassagnac et Jules Amigues, les directeurs des deux journaux bonapartistes les plus importants : Le Pays et Le Petit Caporal. Paul de Cassagnac, dans Le Pays du 4 juillet 1879, apporte déjà clairement son soutien au prince Victor.
Le refus du prince Napoléon d'accepter le codicille du prince impérial sème le trouble et la division au sein du parti bonapartiste. Il provoque de multiples polémiques, qui profitèrent aux ennemis de la cause napoléonienne et brisèrent les liens entre Victor et son père.
Les impérialistes favorables à l'exécution des dispositions testamentaires du prince impérial relatives à sa succession font alors de multiples démarches auprès du prince Victor. Paul de Cassagnac et Jules Amigues contactent Victor lors de son voyage d'études d'un an en Allemagne. Ils veulent l'inciter à accepter l'héritage du prince impérial.
Toutes les démarches faites auprès de Victor étaient cachées à son père. C'est pourquoi, en septembre et octobre 1882, Victor s’inquiète lors de la parution d'articles dans les journaux mentionnant des engagements de sa part avec Cassagnac. Il s'empresse de démentir ces bruits, il affirme ne pas connaître Cassagnac et garantit son soutien à son père.
Le bonapartisme se scinde en deux groupes principaux :
- le bonapartisme « rouge » des jérômistes ou plébiscitaires, à vocation radicale, plus proche de l'extrême-gauche bourgeoise et anticléricale ;
- le bonapartisme des victoriens ou impérialistes, soutenu par les notables et les députés du parti, plus proche des idées sociales et modérées de Napoléon III.

Peu d'hommes suivent le prince Napoléon. Cette absence de soutien se manifeste y compris parmi les bonapartistes les plus à gauche, comme Jules Amigues, qui souhaitait une politique plus sociale que celle du prince Napoléon, qui pour être républicain et anticlérical (mais pas irréligieux), n'était pas plus socialiste que Léon Gambetta. En 1880, le prince Napoléon renonce à toute prétention dynastique.
Néanmoins, ses partisans, les plébiscitaires, voient dans l'aventure boulangiste l'occasion de faire triompher leurs idées. L'un d'eux, le journaliste Georges Thiébaud, organise une rencontre entre le prince Napoléon et le général Boulanger, le 2 janvier 1888. Ils s'accordent pour maintenir la république tout en recourant au suffrage universel pour désigner le chef de l'État, les deux hommes envisageant de se présenter à la magistrature suprême. Le slogan boulangiste « Dissolution, Révision, Constituante » enthousiasme les plébiscitaires, étonnés d'être rejoints dans l'aventure boulangiste par les impérialistes, pourtant hostiles à toute solution républicaine. Pour détacher le général Boulanger des royalistes, le prince Napoléon demande l'aide financière de l'impératrice Eugénie, mais celle-ci refuse et n'apporte son aide qu'aux journaux victoriens. L'échec du boulangisme entraîne un affaiblissement du bonapartisme.

### Le bonapartisme sous le prince Victor (1891-1926)
Durant la fin du XIXe siècle, l'affaiblissement du mouvement s'accentua, malgré un certain regain d'enthousiasme lors de l'épisode boulangiste des années 1880 qui avait rallié plusieurs bonapartistes. De plus, de nombreux bonapartistes gardèrent leurs opinions politiques mais se rallièrent à la Troisième République.
Progressivement, les fiefs électoraux des notables bonapartistes déclinèrent. Les plus durables furent les Charentes, le Gers, la Corse. Ainsi, le baron Eschassériaux, qui fut surnommé le « roi des Charentes », ne se représenta pas en 1893. Le radicalisme rongea progressivement la clientèle bonapartiste dans le Sud-Ouest. Le Gers, dont 4 députés sur 5 étaient bonapartistes en 1876, vit son conseil général passer aux républicains en 1889 et Paul de Cassagnac fut battu en 1902.
Vers 1900, le bonapartisme dynastique qui vise à rendre le trône aux Bonaparte est presque mort. En 1902, seuls cinq bonapartistes furent élus députés. Le prince Victor, après avoir défendu l'idée d'un Troisième Empire, se rallia progressivement à l'idée d'une république présidentielle dont le chef de l'État devait être élu au suffrage universel, idée qu'avait incarnée Napoléon III entre 1848 et 1852, à l'instar de la République consulaire (1799-1804). Il rédigea dans cette perspective un programme politique détaillé qu'il ne communiqua qu'à quelques proches.
Ralliés à l'Union sacrée de Clemenceau pendant la Grande guerre, les comités plébiscitaires remportèrent certains succès dans la suite immédiate de la Première Guerre mondiale. L'année 1919 fut ainsi particulièrement faste pour les bonapartistes avec l'entrée de près de vingt députés à la chambre « bleu horizon », parmi lesquels Paul de Cassagnac et le prince Murat. Le mouvement dont les cadres étaient issus de l'Association bonapartiste des anciens combattants changea plusieurs fois de noms (Comité, puis Parti de l'Appel au peuple), son organe restant La Volonté nationale fondée en 1907. Cependant, la victoire du cartel des gauches en 1924 fut fatale à la plupart des députés plébiscitaires.

### Le bonapartisme sous le prince Louis (1926-1997) et après
Après la mort du prince Victor en 1926, une feuille bonapartiste est lancée au début des années trente : Brumaire, qui remplace progressivement La Volonté nationale.
Durant les années 1930, le mouvement est actif, surtout à Paris ; il est constitué de beaucoup de jeunes[Combien ?]. Cependant, au cours de la décennie, ne mouvement perd presque toute influence politique. Avec la défaite militaire, le mouvement est dissous par le prince Louis, qui s'illustre dans la Résistance, comme son cousin, le prince Murat, tué au combat. La dissolution de toutes les structures bonapartistes évite leur récupération par l'occupant. Certains doctrinaires bonapartistes, comme Pierre Costantini, s'engagent toutefois activement dans la collaboration et adhèrent à la politique du Régime de Vichy.
Le bonapartisme est resté vivace en Corse, et plus particulièrement à Ajaccio, dont la principale force municipale a très longtemps été le Comité central bonapartiste, qui eut des élus au Parlement français jusque dans les années 1990. En 1977, le maire d'Ajaccio, Charles Ornano, fut élu sous l'étiquette bonapartiste.
Depuis la mort du prince Louis en 1997, le mouvement bonapartiste est ressuscité brièvement dans les années 1990 avec le Rassemblement bonapartiste. L'an 2000 voit la naissance de France bonapartiste sous l'impulsion de Thierry Choffat.

## Analyse du bonapartisme

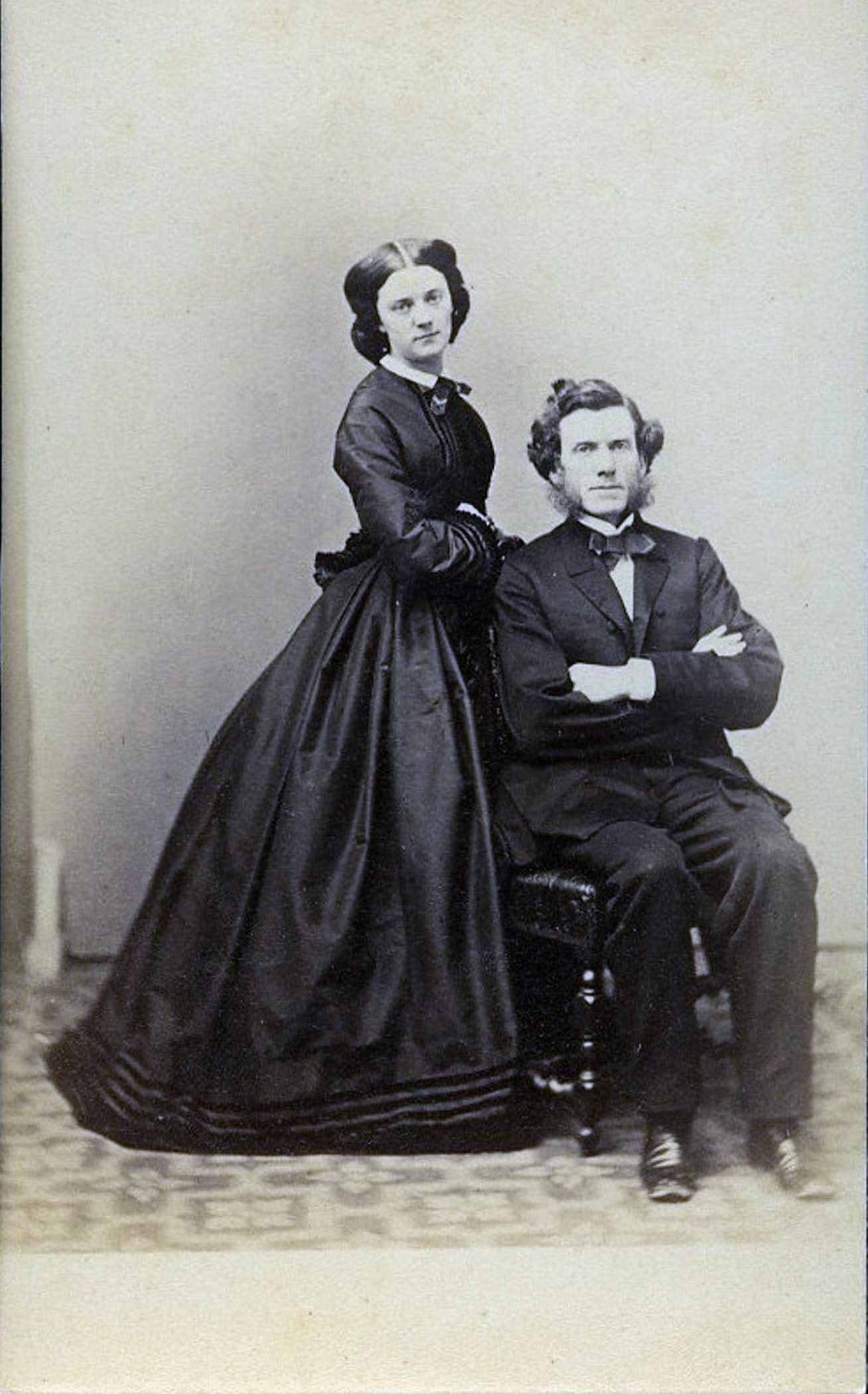
Couple photographié sous le Second Empire, 1865.

### Les thèmes du bonapartisme
Les thèmes fondamentaux du bonapartisme furent exposés dès le Mémorial de Saint-Hélène. Ceux-ci furent ensuite repris par Napoléon III et d'autres bonapartistes.
Selon l'historien Thierry Lentz, les quatre principaux thèmes du bonapartisme de Napoléon Ier sont les suivants :
- la souveraineté populaire, se manifestant généralement par la voie du plébiscite
- la concentration de l'autorité et du pouvoir entre les mains de l'exécutif
- le maintien de l'ordre et la stabilité du pays via la réconciliation nationale autour du chef
- le contrôle des libertés publiques

D'autres thèmes furent important, bien qu'ils puissent être plus variables selon les courants, la période ou les personnes :
- la conception hiérarchique de la société impliquant la constitution d'une élite fondée sur le mérite
- le bien-fondé d'une administration centralisée[6]
- la lutte contre les partis divisant la nation[14]
- la grandeur de la Patrie
- le pragmatisme[41]
- l'autoritarisme[17]
- le respect du principe des nationalités
- le conservatisme des mœurs[92],[93]
- la préservation de certains acquis positifs de la Révolution française[12]
- l'abolition des privilèges de la noblesse

En plus de la reprise de ces thèmes, le futur Napoléon III entrepris d'articuler la défense des pauvres avec la théorie bonapartiste, dans des textes comme Rêveries politiques en 1832, Considération politiques et militaires sur la Suisse en 1833, Des idées napoléoniennes en 1839 ou Extinction du paupérisme en 1844. Ce soucis social sera cependant dans la pratique toujours secondaire par rapport à l'ordre, l'unité nationale et le conservatisme.
Les différentes tendances du bonapartisme ont insisté davantage sur tel ou tel aspect mais toutes dérivaient d'une base commune issue du Mémorial, qui peut être résumé par la formule «l'Autorité dans la Démocratie», une tentative de synthèse des différents courants qui se sont opposés lors de la Révolution française.
La plupart des bonapartistes ne se limitent plus à l'attachement au gouvernement impérial fondé par Napoléon et à sa dynastie. Pour eux, les seuls critères valables pour que quelqu'un puisse prétendre au titre d'autocrate sont sa compétence et l'approbation populaire.
Le bonapartisme ne saurait être, selon Frédéric Bluche, classé à droite car il se situe au centre de l'échiquier politique et des intérêts sociaux.

### Le bonapartisme comme tradition politique
René Rémond fait du bonapartisme l'un des trois courants de la droite, avec l'orléanisme et la contre-révolution. Celui-ci montre qu'il y a une filiation directe entre le bonapartisme et des courants de droite plus récents, ce qui permet au bonapartisme de garder une certaine continuité jusqu'à nos jours. Ainsi, après la fin du Second Empire, la tradition trouvera son expression dans le nationalisme et dans le boulangisme. Des courants bonapartistes se retrouveront à l'Action française, et les ligues d'extrême droite de l'entre-deux-guerres s'inscriraient également dans cette tradition. Le gaullisme et ses descendants seraient les avatars de cette tradition lors de la IVème et le début de la Vème république. Enfin, la droite d'aujourd'hui serait toujours divisée entre des courants libéraux hérités de l'orléanisme, et des courants autoritaires hérités du bonapartisme.
Le bonapartisme s'individualise dans le refus de la division entre les partis, au profit de l'affirmation de la grandeur et de l'unité nationale, s'opposant ainsi au front de classe des socialismes, aux luttes partisanes du parlementarisme, à la césure censitaire de l'élitisme libéral orléaniste ou à l'antimodernisme réactionnaire du légitimisme. Cette idéologie politique valorise un chef plébiscitaire (en uniforme) auquel les circonstances permettent, pour sauver la patrie de la désunion, d'instaurer un exécutif concentré dans ses mains qui fusionne les élites dans une autorité hiérarchique.
René Rémond admet que certains courants du bonapartisme (comme le gaullisme social) se situent à gauche, mais considère que la vaste majorité de la tradition reste de droite. En effet, les bonapartistes se seraient plus souvent alliés aux partis de droite qu'aux partis de gauche, et s'asseyaient généralement dans la droite de l'assemblée. Rémond fait valoir que la peur des rouges fut l'un des arguments de l'élection de Napoléon III. Enfin, les répressions ouvrières sous le Second Empire achevèrent d'ancrer la tradition à droite.
L'analyse de René Rémond fut remise en cause à de nombreuses reprises. Il lui fut reproché par Michel Winock de ne pas avoir fait suffisamment de place à une droite national-populiste, contestataire ou fasciste, et d'avoir faussement attribué à certains mouvements fascistes, comme les ligues d'extrême droite de l'entre-deux-guerres, l'étiquette de bonapartiste. Zeev Sternhell considère même que la tradition bonapartiste s'arrête à la fin du XIXe siècle. Le boulangisme ne serait alors pas l'un des avatars du bonapartisme, mais l'une des premières tentatives de synthèses entre nationalisme et socialisme, et l'une des origines du fascisme.

### Le bonapartisme et le plébiscite
Le plébiscite, c'est-à-dire le référendum, est un procédé semi démocratique qui a pris son essor lors de la Révolution française, avant d'être repris par Napoléon. Celui-ci a un lien de filiation ténu avec l'antique plébiscite romain,.
Sous le Consulat, le plébiscite fut vu comme un moyen de réconcilier la monarchie et la république, une voie médiane entre la souveraineté de droit divin et la souveraineté du peuple. La démocratisation du plébiscite ancra dans les esprits le concept de légitimité populaire et l'habitude du vote.
Les référendums de Napoléon Ier furent pensés, d'abord implicitement puis explicitement, comme un moyen de refonder une véritable souveraineté monarchique, par le truchement de la volonté populaire. Il s'agit d'une sorte de dessaisissement de la souveraineté. Ainsi, le référendum sera utilisé trois fois sous le consulat, mais disparaîtra après que Napoléon ait instauré l'Empire et restauré l'hérédité de son titre. Celui-ci réapparaîtra lors des Cent-Jours, lorsque les ultimes défaites napoléoniennes feront vaciller le pouvoir, et que Napoléon aura besoin de réaffirmer sa légitimité.
À la suite de Napoléon III, l'appel au peuple devint un point central du programme bonapartiste. L'effort de réflexion des doctrinaires du parti au est centré sur le principe de la souveraineté populaire ; appuyé sur de nombreuses citations du Mémorial de Sainte-Hélène et des œuvres de Napoléon III, ce principe de l'appel au peuple fait du plébiscite un instrument de légitimité du pouvoir.
Le plébiscite napoléonien fut critiqué à de nombreuses reprises par les républicains. Celui-ci était considéré comme une technique de confiscation de la parole populaire au profit du pouvoir central. Plus qu'une véritable forme de démocratie et d'autodétermination de la nation, le plébiscite était, selon eux, une manière de légitimer le pouvoir de l'empereur.
Avant l'émergence du gaullisme, le bonapartisme, dans sa forme présidentielle ou impériale, est le seul courant politique d'envergure à avoir prôné l'élection du chef de l'État au suffrage universel.

### Le bonapartisme et le fascisme
De nombreux théoriciens marxistes ont fait des parallèles entre bonapartisme et fascisme.
Léon Trotski distinguait le régime bonapartiste, régime autoritaire qui tient par sa police et son armée, du régime fasciste qui s'appuie sur des milices armées et financées par la bourgeoisie. Comme le fascisme, le bonapartisme constitue donc une évolution des démocraties libérales lorsque le système capitaliste est contesté. Le passage du bonapartisme au fascisme peut être flou, mais correspond au gain de la petite bourgeoisie (artisans, petits commerçants, paysans aisés), ruinés par une crise capitaliste, et cherchant une solution radicale, aux idées fascistes.
Dans Où va la France, Trotski indique que le seul moyen de contrer le fascisme est la révolution et le désarmement des milices fascistes au profit de milices ouvrières organisées sur des piquets de grève dans chaque usine. Précisément, il appartiendrait au révolutionnaire de permettre aux masses (au prolétariat et à la petite bourgeoisie) d'envisager qu'une révolution est possible et qu'elle peut réellement changer les choses en leur faveur. Il est aussi de militer pour que des milices soient formées, et que, d'abord défensives, elles deviennent également les milices offensives de la révolution. Polémiquant avec les réformistes, il dénonce les appels au gouvernement de répression, dissolution et désarmement les fascistes car le régime bonapartiste réprimera également, et même davantage, les révolutionnaires.
Le gaulliste Raymond Aron considère même que le bonapartisme fut l'anticipation et la version française du fascisme, de par son autoritarisme, sa personnalisation du pouvoir, son régime policier et son nationalisme.
Cependant, selon des historiens comme Michel Winock, si bonapartisme et fascisme possèdent quelques points communs, on ne saurait résumer l'un à l'autre. Fascisme et bonapartisme apparaissent tous deux en situation de crise, méprisent les parlements, centralisent l'administration et la police, adhèrent à une forte hiérarchie et ont entrepris de grands travaux dans le pays. Cependant, le bonapartisme n'a ni le caractère révolutionnaire du fascisme, ni son envie de créer une société nouvelle réenracinée sur des valeurs traditionnelles, ni son caractère raciste,. Ce n'est également pas un totalitarisme.

### Le bonapartisme selon Karl Marx
Selon Karl Marx, le bonapartisme donne une prépondérance à l'armée et à un État centralisé et bureaucrate dominant la société civile. En s'octroyant le monopole du pouvoir exécutif, Napoléon III aurait ainsi fait passer la France du despotat de la classe bourgeoise au despotat d'un individu. Le Second Empire serait donc une dictature militaire, brutale et répressive, au service de la dynastie Bonaparte.
La volonté de Napoléon III d'être le bienfaiteur de toutes les classes sociales serait vouée à l'échec, étant donné que pour donner à l'une d'entre elles, il doit prendre aux autres. Son régime ne saurait alors profiter qu'au statu quo et à la classe dominante, la bourgeoisie.
Marx considère que le bonapartisme et le coup d'État de Napoléon III ne sont pas le résultat du génie de ce dernier, mais le résultats de causes socio-historiques liées à la lutte des classes. Bonaparte se serait ainsi basé sur la paysannerie conservatrice pour arriver au pouvoir, sur les divisions des royalistes à l'assemblée, ainsi que sur une bourgeoisie préférant le despotisme au désordre.

## Influence du bonapartisme

### Influence en France et dans le monde politique français
À la suite de la disparition du bonapartisme au sens strict, son électorat s'est reconverti selon les régions et les tempéraments dans le conservatisme, le nationalisme plébiscitaire (?) ou le radicalisme. De ce fait, au XIXe siècle, il a pu exercer une influence sur ces différents mouvements politiques, en particulier le mouvement boulangiste, qui rassembla en son sein républicains radicaux, conservateurs monarchistes et nationalistes plébiscitaires.
Au XXe siècle, même si l'influence se mêle à des aspects très différents, on trouve aussi une certaine filiation dans le bloc national constitué autour de Clemenceau entre 1917 et 1920, peut-être chez les Croix-de-feu et le Parti social français de François de La Rocque, chez le faisceau de Georges Valois ou encore chez les Jeunesses patriotes de Pierre Taittinger.
Le gaullisme, avec sa volonté de rassemblement au-dessus des partis, son souci de travailler à la grandeur de la France, sa méfiance à l'égard de la toute-puissance du parlementarisme, la primauté accordée au chef de l'État élu par le peuple est à bien des égards un continuateur du bonapartisme dans sa version présidentielle ou consulaire (1848-1852 et 1799-1804),.
Les bonapartistes soutiennent la Constitution de la Cinquième République. La primauté que celle-ci accorde au chef de l'État, directement élu par le peuple et l'importance accordée au référendum, notamment dans l'article 3 qui dispose que « la souveraineté nationale appartient au peuple qui l'exerce par ses représentants et par la voie du référendum » témoignent de cette affinité entre gaullisme et bonapartisme,.
Mais cette adhésion ne fait pas rejeter par les bonapartistes la possibilité d'une restauration impériale, sous réserve de l'assentiment du peuple. Les bonapartistes monarchistes dits « dynastiques » restent cependant marginaux, l'immense majorité acceptant la possibilité d'un régime présidentiel. L'Empire napoléonien ayant été fondé, par le sénatus-consulte du 28 floréal an XII, sous la forme d'un prolongement de la République, beaucoup de bonapartistes considèrent que la restauration de l'Empire suppose l'affermissement d'un régime républicain. La question du « clivage » entre dynastes et « républicains » est donc largement réglée de nos jours.
Aujourd'hui, le bonapartisme est représenté par divers mouvements et organisations : France bonapartiste dont le président David Saforcada a été le candidat bonapartiste pour l'élection présidentielle de 2017, le Mouvement bonapartiste, allié du parti gaulliste et républicain indépendant l'Union du peuple français, ou encore Renouveau bonapartiste, courant dynastique.
Le 4 mai 2021, Thierry Choffat et David Saforcada s'appuient sur France bonapartiste pour lancer un parti politique d'essence bonapartiste : l'Appel au Peuple. La naissance de ce parti survient la veille des grandes célébrations du bicentenaire de la mort de Napoléon. L'Appel au Peuple se veut comme un parti de rassemblement de tout ceux qui se retrouvent dans les valeurs et les idées de souveraineté populaire, d'indépendance nationale, de progrès social, de responsabilité, de la cohésion nationale, de l'autorité, en refusant les idées sectaires des extrêmes mais en adhérant complètement à la Constitution de la Cinquième République.
Notons aussi l'existence du comité central bonapartiste (CCB), parti (proche des Républicains) ayant gouverné Ajaccio entre le XIXe siècle jusqu'en 2001 et à nouveau depuis 2014. Ce parti, avec plusieurs centaines d'adhérents, a un maire (Laurent Marcangeli), des adjoints du maire ainsi qu'un président de conseil départemental (Pierre-Jean Luciani, 2A). Son rôle est de faire en sorte qu'un maire bonapartiste et ses adjoints servent l'intérêt d'Ajaccio et de ses enfants[réf. nécessaire].

### Influence sur la politique d'autres pays
Le bonapartisme a inspiré plusieurs mouvements à l'étranger, notamment en Belgique, en Pologne, en Russie, aux Pays-Bas (le Bonapartistische Partij Nederland).
Certains intellectuels comme Pierre Rosanvallon rapprochent la démocratie illibérale du Premier ministre hongrois Viktor Orbán au bonapartisme et estiment même qu'il en est la quintessence : « C’est en effet dans le bonapartisme qu’ont prétendu fusionner le culte de l’État rationalisateur et la mise en scène d’un peuple-Un. Le bonapartisme est aussi pour cela la clef de compréhension de l’illibéralisme français. Il le radicalise, en effet, d’une certaine manière, en mettant brutalement à nu ses ressorts les plus profonds ».

#### Doctrine politique
- Monarchisme
- Légitimisme
- Orléanisme
- Boulangisme
- Césarisme
- Fascisme
- Gaullisme

#### Autre
- Légende napoléonienne
- Les Droites en France
- Napoléon Ier
- Napoléon III
- Partis politiques sous le Second Empire
- Plébiscites sous Napoléon III
- Second Empire